# Ката
Ка́та (яп. 型 или 形) — формализованная последовательность движений, связанных принципами ведения поединка с воображаемым противником или группой противников. По сути, является квинтэссенцией техники конкретного стиля боевых искусств.
Аналогично таолу в ушу и тхылю в тхэквондо. В школе современного карате Дзёсиндо в определение ката дополнительно внесено понятие ката как эталонного образца техники карате для подражания и изучения.
Принцип изучения боевого искусства на основе ката состоит в том, что повторяя ката многие тысячи раз, практик боевого искусства приучает своё тело к определённого рода движениям, выводя их на бессознательный уровень. Таким образом, попадая в боевую ситуацию, тело работает «само» на основе рефлексов, вложенных многократным повторением ката. Также считается, что ката обладают медитативным воздействием.

## Кэндо ката

Ката в иайдо

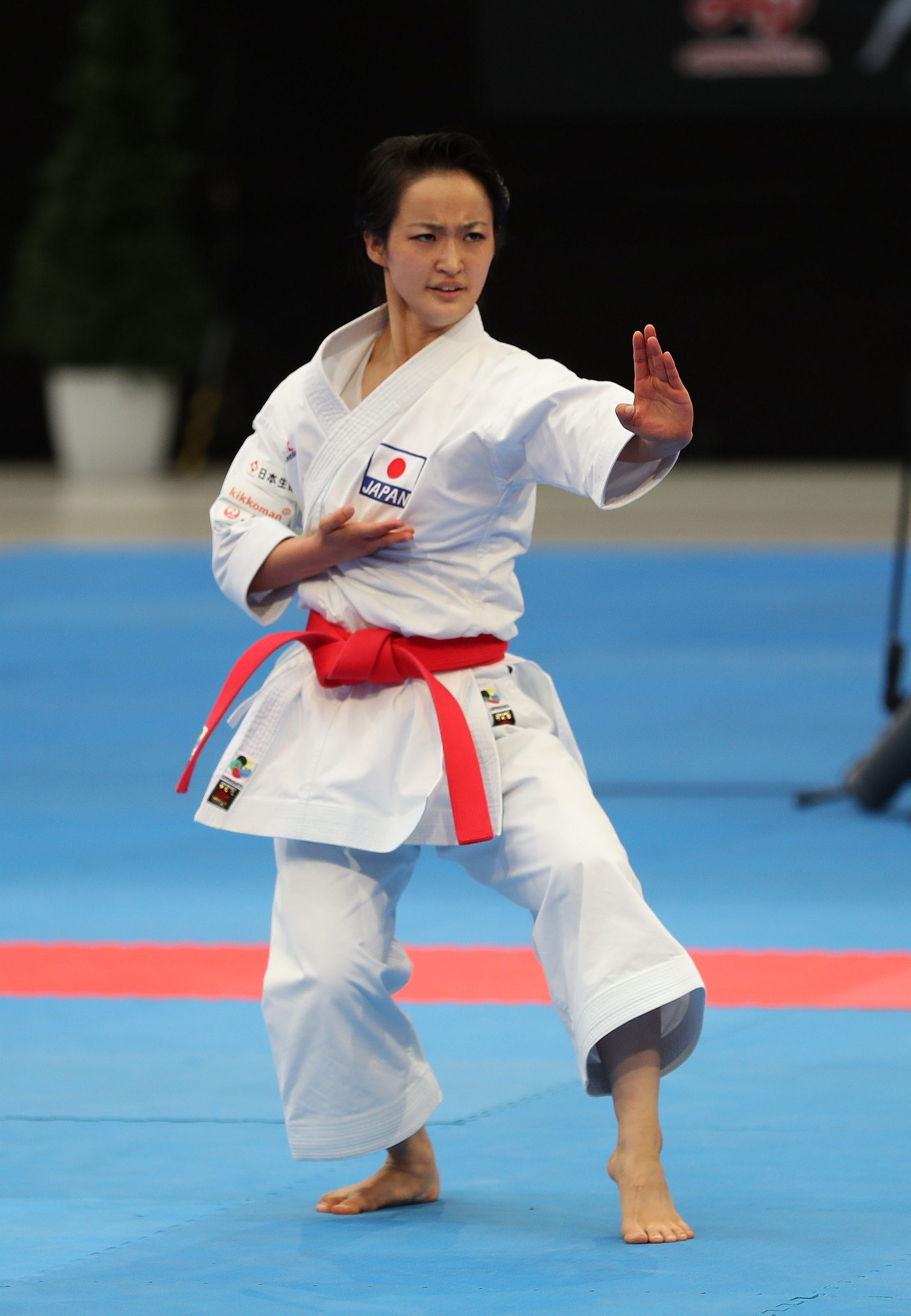
Карате Ката

Нихон кэндо ката были созданы путём интеграции многих ката (форм) из разных школ кэндзюцу в 1912 году. Целью этого было сохранение традиционных форм кэндзюцу в кэндо, чтобы помнить, откуда пошло кэндо.
Кэндо ката состоят из 7 ката с тати (длинным мечом) и 3 ката с кодати (коротким мечом).
В ката можно увидеть некоторые стойки, которые больше не используются в современном кэндо.
Чтобы практиковать кэндо ката нужно два человека, и каждый из них имеет свою собственную роль. Одного называют утитати (некоторые говорят утидати (яп. 打太刀)), другого — ситати (некоторые говорят сидати (яп. 仕太刀)).
Кэндо ката практикуются, как правило, с боккэном и без защитного снаряжения. Кэндо ката выступают связующим звеном между кэндо и кэндзюцу.

### Организация матчей
В начале каждой схватки и при объявлении своих имен, два участника, один с красным поясом (АКА), другой с синим (АО), должны встать в линию у края площадки лицом к Главному Судье по Ката. После поклона Судейской Бригаде, АО делает шаг назад и оказывается вне площадки. После того, как АКА занимает свою исходную позицию и четко объявляет название исполняемого Ката, он начинает исполнение. Выполнив своё Ката, АКА покидает площадку и ожидает, когда АО закончит выполнение. После того, как АО выполнил своё Ката, оба участника возвращаются к краю площадки и ожидают решения Судей.
1. Если выполняемое Ката не соответствует правилам, или имеется какая-либо иная неточность, Главный Судья может обратиться к другим Судьям для вынесения решения.
2. Если один из участников дисквалифицирован. Главный Судья скрещивает и разводит флажки (по аналогии с ТОРИМАСЭН в кумитэ).
3. После завершения выполнения Ката обоими участниками, они становятся бок о бок на краю площадки. Главный Судья дает сигнал для объявления решения (ХАНТЭЙ) и дает двухтоновый свисток. Три флажка Судей должны подняться одновременно.
4. После достаточного времени Главный Судья даёт короткий свисток, после чего флажки должны быть опущены.
5. Решение должно быть принято в пользу АКА или АО. Ничьи запрещены. Участник, получивший большинство голосов, объявляется победителем.
6. Соперники кланяются друг другу, затем Судейской Бригаде и покидают площадку.

## Каратэ ката

### Список ката в Ашихара-карате (NIKO)
Следует отметить существенные отличия ката этого стиля от классического карате и кёкусинкая: во-первых, они все выполняются из боевой стойки камаэ, во-вторых поделены функциональным по группам, а в-третьих экзаменационные требования диктуют выполнять их в парах, а не по воздуху.
- Сёсин но ката — три ката «для начинающих»
- Кихон но ката — три ката отработки базовой техники
- Нагэ но ката — четыре ката бросковой техники
- Кумитэ но ката — пять ката отработки для спарринговой техники
- Дзиссен но ката — две ката «вольного боя».

По замыслу Хидеюки Асихары во всех группах должно было быть по пять кат, но его преждевременная смерть не дала планам осуществиться. Сейчас его дело продолжает сын Хиденори — так четвёртая ката Нагэ была создана им. Над остальными ещё ведётся работа. Другие федерации ашихара-карате (Су-Шин-Ген) дополнительно использую ката из дзюдо, например, госин (гошин) но ката. С теми же требованиями.
В целом же главной отличительной особенностью ката Ашихара-карате является то, что любую связку из ката можно применить в реальном или спортивном поединке.
В тренировочном процессе применяются и ката из кёкусинкая, поскольку стили родственные.

### Классическое выполнение ката
- Ката выполняется в строго определённом ритме: после завершения элемента или группы элементов (блоки, удары) следует пауза, во время которой исполнитель фиксируется в конечном положении движения.
- На выполнение каждого ката отводится определённое время.

### Нетрадиционные способы выполнения ката
Помимо классического способа выполнения ката, существуют «нетрадиционные» способы. Как правило, эти способы не имеют широкого распространения.
- Замедленное выполнение ката с максимальным напряжением мышц тела на каждом движении;
- Замедленное выполнение ката в максимально низких стойках;
- Выполнение ката с концентрацией на каждом вдохе-выдохе;
- Ускоренное выполнение атакующих элементов ката;
- Замена технических элементов ката, например Сокуги Тайкёку — Тайкёку ногами;
- Зеркальное выполнение: все движения ката выполняются в зеркальном отражении по отношению к классической схеме движений ката, в таком случае к названию ката добавляется слово «у́ра» (букв. «обратный»), например — Пинан соно Го Ура. Зеркальную форму имеют ката невысокого уровня, так как более сложные комплексы приобретают неимоверную техническую сложность в форме ура. В IBBK Кёкусинкай в аттестационной программе присутствуют зеркальные формы ката Пинан (Хэйан);
- Выполнение ката с оружием (парным и одиночным): кинжалом, ножом, яварой, бо и ханбо, нунчаку, тонфой, тренировочным мечом.

## Дзюдо ката
Помимо участия в схватках рандори, занимающиеся дзюдо также изучают формальные комплексы — ката.
Ката в дзюдо изучаются в парах, при этом один из партнёров (тори) выполняет заданную последовательность приёмов на другом (укэ). Ката включают в себя стойки и захваты, передвижения и выведение из равновесия, правильный вход на приём, проведение технического действия и последующую фиксацию партнёра на татами.
Ката служат целям практического изучения основных принципов дзюдо, правильного выполнения приёмов, а также изучению философских принципов, лежащих в основе дзюдо. Помимо этого ряд ката служат для изучения приёмов, не разрешённых в соревнованиях по соображениям безопасности, и для знакомства с древними приёмами борьбы, которые уже не используются в современном спортивном разделе дзюдо.

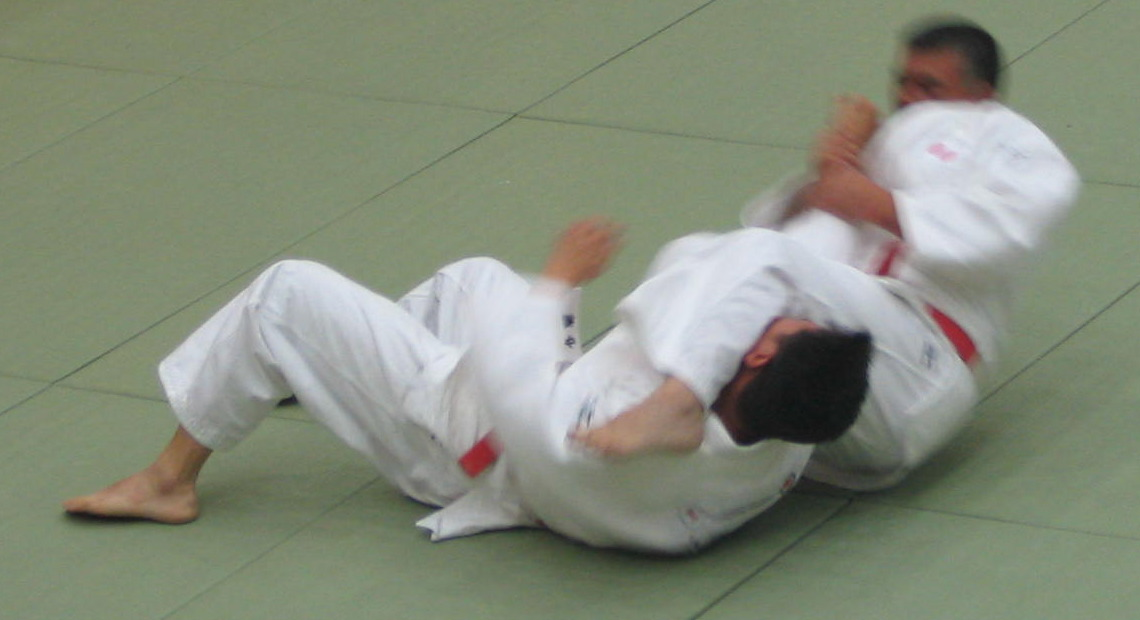
Проведение болевого приёма дзюдзи-гатамэ (рычаг локтя) из раздела катамэ вадза

Дзюдо стиля Кодокан включает 8 утверждённых ката:
- Нагэ-но ката (яп. 投の形 нагэ но ката, ката бросков)
- Катамэ-но ката (яп. 固の形 катамэ но ката, ката сковывающих приёмов)
- Кимэ-но ката (яп. 固の形 кимэ но ката, ката решающих приёмов)
- Кодокан госиндзюцу (яп. 講道館護身術 ко:до:кан госиндзюцу, ката самозащиты школы Кодокан)
- Дзю-но ката (яп. 柔の形 дзю но ката, ката мягкости)
- Косики-но ката (яп. 古式の形 косики но ката, ката старинных приёмов)[2]
- Ицуцу-но ката (яп. 五の形 ицуцу но ката, ката пяти форм)
- Сэйрёку дзэнъё кокумин тайику но ката (яп. 精力善用国民体育の形 сэйрёку дзэнъё кокумин тайику:но ката, ката национальной физической культуры, наиболее эффективным образом использующей духовные и физические силы)[3]

Каждое ката предназначено для решения определённых задач. Например, Катамэ-но ката и Кодокан госиндзюцу служат для отработки приёмов самообороны, которые не используются в спортивных соревнованиях; а Дзю-но ката — для выработки плавности в движениях в соответствии с принципом дзю (яп. 柔 дзю:, «мягкость»).
Ката Кодокан госиндзюцу разработано Кэндзи Томики, впоследствии ставшим основателем стиля айкидо Томики Рю.
Помимо официально утверждённых Кодоканом, существует также ряд дополнительных ката, не включённых в аттестационную программу, например, Го-Но-Сэн-но ката, служащее для отработки контрприёмов (яп. 返し技 каэси вадза).